# Aide financière aux études
Pour les articles homonymes, voir AFE.
L'Aide financière aux études (AFE) est une unité autonome de service, relevant du Ministère de l'Enseignement supérieur, chargée de la gestion et de la prestation de service des programmes d'aide financière offert aux étudiants par le gouvernement québécois.

## Historique

### Service de l'aide à la jeunesse
En 1937, à la suite de diverses ententes conclues entre les gouvernements fédéraux et provinciaux, le Service de l'aide à la jeunesse est créé afin de répondre aux problèmes de chômage dans cette catégorie d'âges. 
En 1940, le premier programme de bourse d'études vient rejoindre une soixantaine d'étudiants de niveau universitaire au Québec.
En 1942, des comités sont formés dans les différentes universités afin de sélectionner les candidats admissibles au programme d'aide financière. 
En 1943, différentes formes d'aide viennent s'ajouter aux étudiant(e)s en soins infirmiers. Ils ont ainsi la possibilité d'être logés et nourris par l'hôpital et de recevoir une aide financière limitée à 100 $.
En 1960, le programme d'aide à la jeunesse s'étend à d'autres établissements d'enseignement tels que les écoles de puériculture, les collèges classiques, les instituts familiaux et les écoles normales.

### 1962–1970: Service de l'aide aux étudiants
En 1962, le Service de l'Aide à la jeunesse change de nom et devient le Service de l'aide aux étudiants. À cette époque, on estime à 46 000 le nombre d'étudiants qui reçoivent du soutien et l'aide totale est évaluée à 13,5 M$.
En 1964, lors de la création du ministère de l'Éducation du Québec, ce dernier reçoit le mandat du service de l'aide aux étudiants.
En 1966, la première loi québécoise portant sur l'aide financière aux études en créée. Selon cette loi, « le montant total de l'aide accordée comprend désormais une partie attribuée sous forme de prêt négociable dans un établissement financier et une autre partie attribuée sous forme de bourse. »

### 1970–1981: Services des prêts et bourses aux étudiants
Vers 1970, le programme est renommé pour le Service des prêts et bourses aux étudiants. À cette époque, les règles de calcul sont revues et davantage de vérifications sont effectuées auprès des renseignements déclarés dans les demandes.
En 1974, la loi de 1966 est revue pour la première fois. On y retrouve notamment des principes fondamentaux :

« Aucune personne ne doit se voir interdire l'accès aux études supérieures en raison de l'insuffisance de ses ressources financières.
L'étudiant et, s'il y a lieu, ses parents, son répondant ou son conjoint doivent demeurer les premiers responsables du financement de ses études, l'aide gouvernementale revêtant un caractère supplétif.
L'aide financière doit d'abord être attribuée sous forme de prêt avant de l'être sous forme de bourse. »

### 1981–1997: Direction générale de l'aide financière aux études
En 1981, le service change de nom pour la Direction générale de l'aide financière aux études.
En 1990, on remplace la Loi de 1966 sur les prêts et bourses par la Loi sur l'aide financière aux étudiants. Le programme subit sa seconde réforme. On retrouve notamment dans cette réforme une règle stipulant que l'aide versée est uniquement disponible sous forme de prêts (aucune bourse d'études disponible) après un trop grand dépassement du nombre prévu de trimestres d'études. On fixe également des limites d'endettement. Dans la même année, deux services de recours sont instaurés soient le Bureau de réexamen et le Comité des demandes dérogatoires.
Dès 1994, on admet les élèves de formation professionnelle du niveau secondaire au régime d'aide financière aux étudiants. C'est la première fois qu'une aide est versée à des personnes ne poursuivant pas des études postsecondaires.
En 1996 et 1997, diverses modifications sont apportées au règlement de l'aide financière. Lors de ces modifications, on y aboli notamment le programme de remise de dette.

### Depuis 1997: Aide financières aux études
Le 8 avril 1997, la Direction de l'aide financière aux étudiants devient l'Aide financière aux études. Elle devient alors une unité autonome de service.

#### 2020–2023: Aides ponctuelles pour la Covid-19
Lors de la pandémie de Covid-19 le programme d'aide financière est bonifié pour tenir compte de l'incertitude économique et de la hausse des prix du logement. Cette bonification, à l'origine temporaire, est rendue permanente dans le budget 2023. 
Le paiement des intérêts sur les dettes contractées dans le cadre du programme de l'AFE est suspendu dans un premier temps du 1er avril 2021 au 31 mars 2022. La date de fin est ensuite étendue au 31 mars 2023.